# Chantérac
Chantérac (trong tiếng Occitan Chantairac) là một xã của Pháp, nằm ở tỉnh Dordogne trong vùng Aquitaine của Pháp. Xã này có diện tích 18,94 km2, dân số năm 2004 là 486 người. Xã nằm ở khu vực có độ cao trung bình 180 m trên mực nước biển.

## Thông tin nhân khẩu
| Năm    | 1962 | 1968 | 1975 | 1982 | 1990 | 1999 | 2004 |
| ------ | ---- | ---- | ---- | ---- | ---- | ---- | ---- |
| Dân số | 518  | 515  | 414  | 418  | 461  | 456  | 486  |